# Laimosemion corpulentus
El rivulín corpulento es la especie Laimosemion corpulentus, un pez de agua dulce la familia de los rivulines en el orden de los ciprinodontiformes.

## Morfología
Los machos pueden alcanzar los 4,3 cm de longitud máxima. Se distingue de todas las especies conocidas de rivulines por la combinación de:
- cuerpo inusualmente profundo (media altura máxima del cuerpo 0.250 -por lo que se les da su nombre-,
- patrón de color con 8 a 9 rayas estrechas horizontales bien definidas,
- sólo las hembras tienen una mancha ovalada pequeña e intensamente pigmentada.[1]

## Distribución geográfica
Se encuentran en ríos de América del Sur, en la cuenca fluvial del río Orinoco en Colombia.

## Hábitat
Viven en pequeños cursos de agua de clima tropical, de comportamiento bentopelágico y no migrador. No es un pez estacional.